# XL唱片
XL唱片（英語：XL Recordings）是一个英国独立唱片公司，从属于乞丐唱片集团，于1989年成立。它每年发行的唱片数量平均为六张。

## 脚注
1. ↑  . NME. 2010-01-21  [2012-01-02]. （原始内容存档于2013-06-02）.